# Ain’t Nothin’ To It
Az Ain’t Nothin’ To It című dal a Def Dames Dope belga eurohouse csapat 1993-ban megjelent kislemeze. A dal producerei Peter Bauwnens, és Phil Wilde voltak. A dal Belgiumban 1. helyezést ért el a kislemezlistán, Hollandiában pedig a 15. helyig jutott.

## Számlista
CD Maxi / Belgium
1. Ain’t Nothin’ To It (7" Radio Version)	4:18
2. Ain’t Nothin’ To It (7" Club Edit)	4:10
3. Ain’t Nothin’ To It (12" Radio Version)	5:33
4. Ain’t Nothin’ To It (12" Club Edit)	5:33

## Slágerlista
| Slágerlista (1993)             | Helyezés |
| ------------------------------ | -------- |
| Hollandia (Nederlandse Top 40) | 15       |
| Belgium (Ultratop 50) Vallonia | 1        |

## Külső hivatkozások
- Hallgasd meg a dalt a YouTubeon[5]
- Dalszöveg[6]